# Tachinomyia cana
Tachinomyia cana là một loài ruồi trong họ Tachinidae.